# Kompleks sorpcyjny

Schemat fazowej struktury gleby

Podwójna warstwa elektryczna na powierzchni sorbentu

Kompleks sorpcyjny (sorbenty glebowe) – stosowane w gleboznawstwie określenie  stałych (głównie koloidalnych) składników gleby – mineralnych, organicznych i organiczno-mineralnych – biorących w glebie udział w wymiennej sorpcji jonów z roztworu glebowego, w tym biogenów przekazywanych roślinom.

## Charakterystyka kompleksów sorpcyjnych
Właściwości użytkowe gleb zależą m.in. od powierzchni właściwej koloidów glebowych i gęstości ładunku elektrycznego na powierzchni ich cząstek (zob. podwójna warstwa elektryczna), co znajduje wyraz w wartościach np.:
- całkowitej pojemności sorpcyjnej (T,  me/100 gramów gleby),
- pojemności sorpcyjnej kationów wymiennych (PWK), „zasadowej pojemności sorpcyjnej” (S), ; „kationy zasadowe”, „zasady”: np. Ca2+, Mg2+, K+, Na+, NH+4),
- stopnia wysycenia gleby zasadami; V = 100 % * S/T,
- hydrolitycznej kwasowości gleby (Hh).

Stwierdzono, że pojemność sorpcyjna T zwiększa się: 
- o 0,34–0,56 milirównoważnika na 100 g gleby ze wzrostem zawartości części koloidalnych o 1 %,
- o 1,14–1,33 milirównoważnika na 100 g gleby ze wzrostem zawartości próchnicy o 1 %,
- o 0,66–2,42 milirównoważnika na 100 g gleby na jeden stopień skali pH.

Tabela zawiera wartości T, S, Hh i V, wyznaczone dla gleb Polski przez H. Pondela.
| Typ gleby                   | Charakterystyka | Rodzaj i gatunek gleby  | Rodzaj i gatunek gleby | Rodzaj i gatunek gleby | Rodzaj i gatunek gleby | Rodzaj i gatunek gleby | Rodzaj i gatunek gleby | Rodzaj i gatunek gleby |
| Typ gleby                   | Charakterystyka | piaski                  | piaski                 | gliny                  | gliny                  | gliny                  | pyły                   | pyły                   |
| Typ gleby                   | Charakterystyka | luźne i słabo-gliniaste | gliniaste              | lekkie                 | średnie                | ciężkie                | pochodzenia wodnego    | lessy                  |
| brunatne                    | T               | 5,3                     | 5,92                   | 7,18                   | 10,38                  | 14,5                   | 9,47                   | 11,6                   |
| brunatne                    | S               | 2,75                    | 3,06                   | 4,97                   | 8,4                    | 12                     | 6,65                   | 9,25                   |
| brunatne                    | Hh              | 2,55                    | 2,86                   | 2,39                   | 1,98                   | 2,5                    | 2,82                   | 2,35                   |
| brunatne                    | V               | 46,2                    | 49,2                   | 65                     | 77,1                   | 80                     | 64,2                   | 76,5                   |
| pseudobielicowe             | T               | 4,38                    | 6,02                   | 5,83                   | 7,13                   | 9,99                   | 7,19                   | 9,27                   |
| pseudobielicowe             | S               | 1,96                    | 3,34                   | 3,53                   | 4,58                   | 7,53                   | 4,49                   | 5,98                   |
| pseudobielicowe             | Hh              | 2,42                    | 2,68                   | 2,3                    | 2,55                   | 2,46                   | 2,7                    | 3,29                   |
| pseudobielicowe             | V               | 44,1                    | 53,6                   | 57,9                   | 62,4                   | 73                     | 59,8                   | 62,7                   |
| czarne ziemie i czarnoziemy | T               | *                       | 10,27                  | 11,34                  | 14,02                  | 20,27                  | 14,29                  | 13,66                  |
| czarne ziemie i czarnoziemy | S               | *                       | 7,95                   | 9,74                   | 12,38                  | 18,35                  | 12,5                   | 11,15                  |
| czarne ziemie i czarnoziemy | Hh              | *                       | 2,12                   | 1,6                    | 1,64                   | 1,92                   | 1,79                   | 2,51                   |
| czarne ziemie i czarnoziemy | V               | *                       | 72,6                   | 82,6                   | 86,1                   | 89,6                   | 86,5                   | 78,7                   |